# Stéphanie de Mareuil
Stéphanie de Mareuil   (segle XX) és una directora de cinema i guionista francesa.
Va treballar per la revista Elle. També va escriure la novel·la Routines el 2007 i Tombée des nues el 2008.

## Filmografia
- 1983 : Elle s'appelle Alix, curtmetratge
- 1985 : Pauline-épaulettes, curtmetratge amb Julie Jézéquel
- 1987 : Cœurs croisés amb Bernard Farcy, Roger Mirmont i Caroline Loeb
- 1991 : Petits travaux tranquilles amb Philippine Leroy-Beaulieu i Elli Medeiros